# کاسپر یانسن
کاسپر یانسن (انگلیسی: Jesper Hansen؛ زادهٔ ۳۱ مارس ۱۹۸۵) بازیکن فوتبال اهل دانمارک است.
از باشگاه‌هایی که در آن بازی کرده‌است می‌توان به باشگاه فوتبال نورشلان و باشگاه فوتبال باستیا اشاره کرد.
وی همچنین در تیم‌های ملی فوتبال دانمارک بازی کرده‌است.